# Elymnias patna
Elymnias patna is een vlinder uit de onderfamilie Satyrinae van de familie Nymphalidae. De wetenschappelijke naam van de soort is voor het eerst geldig gepubliceerd in 1851 door John Obadiah Westwood.